# Bulbophyllum amblyoglossum
Bulbophyllum amblyoglossum là một loài phong lan thuộc chi Bulbophyllum.